# ژان ژیونو
ژان ژیونو (به فرانسوی: Jean Giono) نویسنده و فیلم‌نامه‌نویس قرن نوزدهم میلادی اهل فرانسه بود.